# Matías Nicolás García
Matías Nicolás García (La Banda, Santiago del Estero, 22 de julio de 1996) es un futbolista argentino, nacionalizado maltés, que juega en la posición de mediocampista. Desde 2019 integra el plantel del Floriana F. C., equipo de la Premier League de Malta. Es internacional con la selección de fútbol de Malta.

## Trayactoria
García surgió de la cantera del club Sarmiento de su ciudad natal, pasando luego al sistema de inferiores de Belgrano de Córdoba.
En 2017 fue cedido a préstamo al Senglea Athletic de la Premier League de Malta, siendo luego su pase adquirido por el club europeo.
Tras dos temporadas en las que jugó 45 partidos y anotó 7 goles, fue fichado por el Floriana, equipo con el se consagraría campeón de la liga local en 2020 y de la Copa Maltesa en 2022.

### Clubes
| Club                   | País  | Año           |
| ---------------------- | ----- | ------------- |
| Senglea Athletic F. C. | Malta | 2017-2019     |
| Floriana F. C.         | Malta | 2019-presente |

## Selección nacional
García se nacionalizó como ciudadano de Malta en 2022, tras cinco años de residencia continua en el país. Gracias a ello pudo ser oficialmente convocado a la selección de fútbol de Malta, haciendo su debut en junio del mismo año en un partido amistoso ante Venezuela.